# Weltmusik
Weltmusik (englisch world music oder global music) bezeichnet zum einen die im Zuge fortschreitender Globalisierung entstandenen Mischformen aus westlichen und nichtwestlichen Musikpraktiken und zum anderen die Vorstellung von der Gesamtheit der regionalen Musiken der Welt, die seit der Verbreitung von Tonträgern im Verlauf des 20. Jahrhunderts nahezu weltweit verfügbar geworden sind.
Demnach ist „der Begriff vage und mehrdimensional und wird entsprechend kontrovers diskutiert“, schreibt Max Peter Baumann in seinem MGG-Artikel dazu. „Obwohl World Music  die direkte Übersetzung des deutschen Begriffs Weltmusik zu sein scheint, bzw. umgekehrt, sind die jeweiligen Bedeutungen unterschiedlich. In der englischsprachigen Welt wird World Music als Oberbegriff für sämtliche Musikformen und -stile dieser Erde verwendet, also im Sinne von Music cultures of the world. Im Gegensatz dazu bezieht sich der deutsche Terminus Weltmusik im Wesentlichen auf die Kombinationen von Elementen verschiedener Musikstile oder musikalischer Sprachen als eigenständige musikästhetische Kategorie (Crossover), häufig mit einem universalen Anspruch.“
Zu den Unschärfen des Begriffs gehört, dass er zum einen Spielformen von Musik benennt, bei der Musiker aus verschiedenen Kulturkreisen zusammenkommen und im Sinne einer musikalischen Konversation ganz elementar miteinander kommunizieren. Andererseits sind darunter Ausprägungen einer interkulturellen Weiterentwicklung zu verstehen, wie sie sich im Sinne der „Transkulturalität“ aus solchen zunächst unverbindlich verlaufenden Konversationsformen heraus ergeben können. Eine politische Konnotation hat der Begriff insofern, als Weltmusik aus der Überwindung nationaler und kolonialer Strukturen sowie eines westlichen Hierarchiedenkens heraus erwachsen ist. Schwierig ist eine Abgrenzung zu dem vielfach synonym verwendeten Begriff der „Globalen Musik“.

## Begriff
Soweit ersichtlich wurde der Begriff erstmals im Jahre 1905 von dem deutschen Musiktheoretiker Georg Capellen verwendet, der darunter im Sinne einer „Zukunftsmusik“ bzw. einer universalen Metamusik einen „exotischen Musikstil“ verstand. Allerdings konnte die Frage, wie weit Capellen in seinen Vorstellungen dem im Wilhelminischen Zeitalter vorherrschenden usurpatorischen Kolonialdenken verpflichtet war, bisher nicht beantwortet werden. Der Begriff „World Music“ etablierte sich Anfang der 1960er Jahre im akademischen Umfeld, als der amerikanische Musikwissenschaftler Robert E. Brown einen inhaltlich völlig neuen Studiengang an der Wesleyan University (USA) einführte und in San Francisco das Center for World Music seine Aktivitäten aufnahm.
Zum Modebegriff wurde „World Music“, nachdem 1987 mehrere Betreiber von meist kleineren, unabhängigen Platten-Labels sich in einem Londoner Pub getroffen und nach einem passenden „Etikett“ für ihre in keine der gängigen Sparten des Marktes passenden Produktionen gesucht und sich auf „World Music“ geeinigt hatten. Seitdem wurde der Terminus zum Markenzeichen für eine kommerziell erfolgreiche Sparte von Musik, bei der sich Popmusik und von der Ethnomusik herkommende Stilelemente zu etwas Neuem verbanden, wobei sowohl der Erfolg des von Peter Gabriel initiierten WOMAD-Festivals (seit 1982) und das Label Real World als auch die Aktivitäten des Harfenisten Rüdiger Oppermann eine Rolle spielten. Dieser hatte in seiner 1983 im Selbstverlag erschienenen Veröffentlichung Der fliegende Teppich die Begriffe „Weltmusik“ und „World Music“ benutzt und war der Meinung, sie erfunden zu haben. In diesem Zusammenhang ist Oppermanns allgemein gehaltene Definition aufschlussreich, Weltmusik sei „eine Musik, die verschiedene Traditionen der Welt zusammenbringt.“
In den 1980er Jahren wurde das Genre zu einer Mode, und der Begriff wurde zum Sammelbegriff für mehrere herkömmliche Musikrichtungen benutzt. Er verlor damit an begrifflicher Schärfe und wurde nun auch oft als Synonym für „traditionelle außereuropäische Musik“ benutzt. Da bei vielen westlichen Musikern der „Weltmusik“ neben dem musikalischen Interesse am Fremdartigen auch Aspekte der Spiritualität eine Rolle spielen, lassen sich nur schwer die Grenzen gegenüber der Ende der 1970er Jahre aufgekommenen New-Age-Musik ziehen. So geriet der Begriff zunehmend in die Kritik, wobei nicht selten auch politische Aspekte eine Rolle spielten, denn das Zusammenspiel von westlichen Pop-Stars und außereuropäischen Volksmusikern fand in der Regel unter finanziell unausgewogenen Bedingungen statt und beruhte musikalisch auf einem stark eurozentristischen Musikverständnis.
Für die klassische Musik scheint der Begriff, obwohl von der Sache her durchaus zutreffend, von Anfang an problematisch gewesen zu sein. Trotz ihrer künstlerischen Bedeutung sind die nach dem Zweiten Weltkrieg entstandenen vom Cross-Over-Denken und interkulturellen Aufbruchsgeist geprägten Kompositionen zahlenmäßig im Vergleich mit Popularmusik und Jazz marginal. Erst in jüngerer Zeit mehren sich die auf dem gegenseitigen Verständnis unterschiedlicher Kulturen beruhenden kompositorischen Denkansätze auch bei einzelnen Vertretern der sogenannten „E-Musik“. Von diesen allerdings aus Gründen der Abgrenzung gegenüber der Beliebigkeit multikultureller Musik abgelehnt, benennt der Begriff „Weltmusik“ somit in erster Linie eine Stilrichtung, die im Sinne von Grenzgängen und Synthesen aus westlicher Popularmusik und traditionellen, meist nichtwestlichen Musikformen hervorgegangen ist. In jüngster Zeit sind einzelne Sparten der „Weltmusik“ als Maßnahme zur Bewältigung der Flüchtlingskrise und als Mittel zur kulturellen Integration ins Blickfeld sozialer und kulturpolitischer Einrichtungen geraten.

## Geschichtliche Entwicklung

### Anfänge
Die europäische Musik des Mittelalters lässt sich als Ganzes betrachtet nur als Symbiose von zentraleuropäischen und vorderorientalischen Elementen verstehen. Von der Aufwertung des Instrumentalspiels gegenüber der überwiegend geistlich ausgerichteten Vokalmusik bis hin zu einzelnen Sing- und Spielweisen reichen die Einflüsse, die in Folge von Handelsbeziehungen und kriegerischen Auseinandersetzungen aus dem Orient in die ritterlichen Hofhaltungen und spätmittelalterlichen Städte Mitteleuropas gelangten. Alexander L. Ringer weist überzeugende Parallelen zwischen vorderorientalisch-arabischen Musizierformen und den Organumtechniken des 13. Jahrhunderts nach. Mit der Weiterentwicklung der Mehrstimmigkeit zur schriftlich fixierten Polyphonie erhielt die Musik außereuropäischer Kulturen den Stempel des „Bizarren“, „Primitiven“ und „Wilden“. Diesen Reiz des Exotischen verstand Wolfgang Amadeus Mozart allerdings auf virtuose Manier auszunutzen, als er Anklänge an die türkische Janitscharenmusik in seine Kompositionen Rondo alla turca (3. Satz der Klaviersonate KV 311; 1777) und die Oper Die Entführung aus dem Serail (KV 384; 1782) einbaute. Alles in allem blieben indessen solche Klänge eher Fremdkörper und wurden von nationalistischen Regimes vor allem im 19. und 20. Jahrhundert aus dem Kulturleben verbannt und diffamiert.
Eine partielle Lockerung setzte erst ein, als in der Romantik das eigene Volkslied „entdeckt“ wurde. Soweit solches nationales Sing- und Musiziergut den Zielen der Herrschenden diente, wurde es jetzt ideologisch aufgewertet und kultiviert. Vertreter einer Kunstmusik hingegen machten weiterhin einen großen Bogen um die vermeintlich „einfache“ Musik fremder Kulturen. – Zwischen Frankreich und Nordafrika bestand seit Napoleons Eroberungszügen ein intensiver Austausch, was sich auf das Pariser Kunstschaffen in Literatur, Malerei und Musik in Form eines ausgeprägten Orientalismus auswirkte. So brachte der Komponist Félicien David, der längere Zeit in Algerien gelebt hatte, 1844 eine Ode Symphonie mit dem Titel „Le Désert“ [Die Wüste] zur Aufführung, eine Mischung aus Programmsymphonie, Oratorium und Melodram. Darin findet der Muezzin-Ruf „Allahu Akbar“ zitathafte Verwendung. Hector Berlioz, der sich unter den Zuhörern befand, bemerkte dabei eine „Tonleiter aus Intervallen, die kleiner als Halbtöne sind und eine große Überraschung für die Zuhörerschaft“ darstellte. Von diesem Erfolgsstück beeinflusst, schrieb Ernest Reyer 1850 eine „Symphonie orientale“ mit dem Titel „Le Sélam“.
Auch außerhalb des europäischen Kulturkreises kam es in früheren Jahrhunderten immer wieder zur Vermischung unterschiedlicher Musikformen. Peter Frankopan bezeichnet den mittelasiatischen Kulturraum als die Wiege früher Hochkulturen. „An dieser Schnittstelle von Ost und West wurden vor fast fünftausend Jahren große Metropolen gegründet“, und von hier aus breiteten sich Religionen, Sprachen und Musikformen aus nach Westen und bis weit in den Osten. Die Auswirkungen der Völkerwanderung (4.–6. Jahrhundert) auf die Musik sind allerdings bisher weitgehend unerforscht, und so ist Genaueres erst über spätere Zeiten zu erfahren, wo detaillierte Geschichtsschreibung vorliegt.
So war beispielsweise im 14. Jahrhundert nach heftigen kriegerischen Auseinandersetzungen im Raum des heutigen Iran das Großreich der Timuriden entstanden, zu dessen Merkmalen kulturelle Offenheit und die Einbindung zentralasiatischer sowie nah- und fernöstlicher Künste und Religionspraktiken gehörten. So berichtet der persische Musikschreiber Hafez-i Abru über die Musikpraxis am Timuridenhof des 14. Jahrhunderts: „Sie sangen und spielten Motive im persischen Stil auf arabische Melodien nach türkischem Brauch mit mongolischen Stimmen und folgten dabei chinesischen Gesangsprinzipien und Metren aus dem Altai.“
Als eine der populärsten Mischformen unterschiedlicher Stile greift gegen Ende des 19. Jahrhunderts in den USA der Jazz auf eine in Europa entstandene Harmonik und westliches Formempfinden zurück, wobei vor allem europäische Instrumente wie unter anderem Trompete, Kontrabass oder auch Banjo gespielt werden. Dabei werden die herkömmlich westlichen Elemente einer auf das Musikempfinden afrikanischer Musikkulturen zurückverweisenden Rhythmik sowie einer speziellen, rauen Tonbildung unterworfen. Auch spielt die in der westlichen Musik eher unterentwickelte Improvisation eine große Rolle. Spontane Interaktion wie Call and Response brechen die Regelmäßigkeit der musikalischen Abläufe auf und lassen sowohl bei den Musikern als auch bei den Zuhörern das Gefühl von Spontaneität aufkommen.
„Wesentlich für die Auseinandersetzung der Afroamerikaner mit europäischer Musik war das Vorhandensein einer Art musikalischer Grundhaltung afrikanischen Gepräges.“ Bis in die Gegenwart ist der Jazz als Musizierform lebendig geblieben und hat seit den 1950er Jahren an künstlerischer Ausdruckstiefe gewonnen, sodass Überschneidungen mit der westlichen avantgardistischen Kunstmusik und wechselseitige Beeinflussung zu den wesentlichen Merkmalen des Modern Jazz zählen. Seither ist auch die ursprüngliche Charakteristik des Jazz als einer afroamerikanischen Musikform dem von global-ethnischen Musikstilen geprägten und beeinflussten Denken gewichen.

### 1900 bis 1960
Ende des 19. Jahrhunderts waren in den westlichen Konzertsälen Kompositionen mit orientalistischen Elementen in Mode gekommen. Camille Saint-Saëns schrieb 1896 sein 5. Klavierkonzert, das den Beinamen „Ägyptisches Konzert“ erhielt, weil der Komponist darin die Gehörseindrücke einer Ägyptenreise verarbeitete. Als Zeichen eines von Prosperität gekennzeichneten Lebensgefühls spiegeln Stücke wie Sheharazade von Nikolai Andrejewitsch Rimski-Korsakow (1888) eine vom Kolonialismus geprägte Weltsicht. In den Pariser Salons diskutierte man den „Impressionismus“ und die davon beeinflusste Musik von Claude Debussy. Dieser hatte auf der Weltausstellung in Paris (1889) die Klänge eines sundanesischen Gamelan-Orchesters kennengelernt und dabei Konvergenzen zwischen seiner eigenen und der für ihn fremden Tonsprache entdecken können.
Hierüber gibt es in der Literatur zahlreiche Darstellungen, doch finden sich bisher nur bei Jean-Pierre Chazal korrekte Untersuchungen über das, was es in Paris tatsächlich zu hören gab. Tiefe Gongs im Orchester, Gong-Klänge im Klavier und eine vom westlichen Kadenzdenken befreite Harmonik waren einige der neuen Stilmittel, die in Kompositionen wie dem nach altägyptischen Vorstellungen entwickelten Ballett Khamma (1911/12) das Klanggeschehen prägen. Hiervon beeinflusst, komponierte der polnische Komponist Karol Szymanowski 1918 einen Zyklus von vier Liebesliedern nach Texten von Rabindranath Tagore (op. 41) sowie den Liedzyklus Lieder eines verliebten Muezzins nach Gedichten von Jarosław Iwazskiewicz (op. 42). Wie schon in den Liebesliedern des Hafis (op. 24 und op. 26) nach Texten des persischen Mystikers Hafis aus dem Jahr 1914 zeigt sich Szymanowski von der Musik des vorderen Orients inspiriert. In demselben Zusammenhang sind auch die fernöstlichen Anklänge in dem symphonischen Liederzyklus Das Lied von der Erde (1907/08) von Gustav Mahler zu sehen.
Kühne Ideen zur Überwindung der traditionellen Musikauffassung und zur Erweiterung von Klangquellen und Tonsystemen hatte zu Beginn des 20. Jahrhunderts der Deutsch-Italiener Ferruccio Busoni entwickelt. Vor allem kamen nun auch genauere Studien traditioneller Musik außereuropäischer Kulturen ins Blickfeld. Kosmopolitisch aufgewachsen und Weltbürger im Geist, pflegte Busoni u. a. Verbindungen auch nach Nordamerika. 1910 erhielt er auf einer seiner USA-Reisen The Indians’ Book von Natalie Curtis (1907) geschenkt, eine umfassende Studie über die Kultur der Indianer mit 200 Transkriptionen indianischer Lieder. Ohne explizit den Begriff „Weltmusik“ zu verwenden, engagierte sich Busoni für diese von der offiziellen Politik an den Rand gedrängte Kultur und plante einige solcher Melodien in ein Theaterstück einzuarbeiten, in dem ganze Indianerzeremonien auf der Bühne realitätsnah ausgeführt werden sollten. Der Transfer der Melodien in einen von westlichem Denken geprägten Gesamtzusammenhang sollte sich indessen als schwierig erweisen. Aus Busonis Plänen gingen schließlich eine „Indianische Fantasie“ für Klavier und Orchester (1914) sowie das „Indianische Tagebuch I“ für Klavier und das „Indianische Tagebuch II“ für Orchester (beide 1915) hervor.
Ähnlich wie Busoni war auch Maurice Ravel von Mitgefühl für bedrohte Völker von antikolonialistischem und antikapitalistischem Gedankengut durchdrungen. 1925/26 vertonte er drei Gedichte des auf der Insel Réunion geborenen Évariste de Parny, in denen dieser das Schicksal der Ureinwohner thematisierte. In den daraus entstandenen Chansons madécasses [Madegassischen Liedern] fand Ravel zu einer neuartigen Tonsprache, deren Nähe zur ethnischen Musik des Indischen Ozeans allerdings nicht offen zu Tage tritt und eher in der perkussiven Ornamentik des Klaviers und der Statik der harmonischen Abläufe zu finden ist. Zu den Pionieren einer Weltmusik gehört insofern auch der ungarische Komponist Béla Bartók, als er die Grenzen zwischen Kunst- und Volksmusik aufgehoben und Wege zur Verschmelzung beider Genres gefunden hat. In den Jahren vor dem Ersten Weltkrieg begann Bartók mit der Erforschung der Musik des Karpaten-Raumes und weitete die volkskundlichen Studien über den gesamten Balkan bis nach Libyen (1913) und in die Türkei (1936) aus. Es gelang ihm, eine Tonsprache zu entwickeln, die sowohl Elemente der von ihm als „Bauernmusik“ bezeichneten Folklore als auch die hochentwickelten Techniken der klassischen Musik einschließt und Modellcharakter für integrative Kompositionstechnik besitzt.
In den 1930er Jahren übertrug der Kanadier Colin McPhee balinesische Zeremonialmusiken auf das Klavier. In Tabuh-Tabuhan (1936), einer „Toccata“ für Orchester und zwei Klaviere, verschmilzt er klassisch-europäische und balinesische Stilmittel zu einer einzigartig neuen Tonsprache. Einflüsse südostasiatischer Musiktraditionen lassen sich auch nachweisen in dem Konzert für zwei Klaviere und Orchester des Franzosen Francis Poulenc aus dem Jahr 1932. Dieser hatte im Rahmen der Exposition Coloniale de Paris (1931) solche Musik gehört und daraufhin zu einem eigenen neuartigen Stil gefunden. Ansonsten ist der Franzose Olivier Messiaen als der auf diesem Gebiet wohl einflussreichste Komponist anzusehen, der traditionelle außereuropäische Musik ernsthaft studiert hat und dadurch zur Ausformung einer eigenen Stilistik gelangte. 1945 schrieb er unter dem Einfluss einer aus den südamerikanischen Anden kommenden Mythologie den Gesangszyklus Harawi für Sopran und Klavier, nachdem er sich im Jahr zuvor in seinem Werk „Technique de mon langage musical“ über die Bedeutung indischer Rhythmen geäußert hatte. Dass Messiaen indessen das indische Tala-System nicht, wie bisher vielfach angenommen, adaptiert, sondern lediglich im Sinn der Inspiration für numerische Verfahrensweisen im Umgang mit der Rhythmik herangezogen hat, wurde von der Forschung inzwischen richtiggestellt.
Von einer Annäherung an die indische Musik kann höchstens im Fall der 10-sätzigen „Turangalîla“-Symphonie (1946–1948) von Messiaen gesprochen werden. Hierbei ist das Bindeglied zwischen den Kulturen aber nicht irgendeine kompositorische Technik als vielmehr die der indischen Spiritualität nahestehende religiöse Thematik. – 1956 hatte sich der englische Komponist Benjamin Britten bei einem Aufenthalt auf Bali mit der dort heimischen Form von Gamelan-Musik befasst. Durch die Verwendung einer notengetreuen Übertragung einer balinesischen Originalmusik erzielte Brittens Ballettmusik The Prince of the Pagodas (1954–1957) eine bis dahin unbekannte Wirkung. – Auch an den Rändern Europas lassen sich im Zuge des im Laufe des 19. Jahrhunderts erwachten Nationalbewusstseins Ansätze zur Vermischung mitteleuropäischer und lokaler Musikpraktiken registrieren. So kam 1908 in Baku (Aserbaidschan) die von Üzeyir Hacıbəyov komponierte Oper Leyli va Madschnun (Leyla und Madschnun) zur Uraufführung, in der „überraschend schlüssig die orientalischen Intervalle und Saiteninstrumente in die europäische Symphonik“ eingeflochten sind.
Gegenläufig hierzu verlief die Entwicklung in Deutschland. Waren bis zum Ersten Weltkrieg Ideen wie die von Busoni in seinem Schlüsselwerk Entwurf einer neuen Ästhetik der Tonkunst (1906) dargelegten futuristischen Visionen und von Capellens Begriff einer „Zukunftsmusik“ (s. o.) möglich gewesen, setzten sich spätestens bei Kriegsende Kritiker mit ihren vom Nationaldenken geprägten Abgrenzungsideen gegenüber allem Fremden durch. Politisch auch schon vor 1933 einflussreich, hatten sie mit dem Sieg des Nationalsozialismus alsbald das Sagen und versuchten insbesondere im kulturellen Bereich jeglichen fremden Einfluss zu verhindern. Architektur, Musik, Kunst und Literatur wurden zu Instrumenten der Politik gemacht, um die Deutschen von der Größe und Reinheit ihrer Rasse zu überzeugen. Kulturschaffende, die dieser Ideologie nicht folgten, wurden massiv verfolgt.
Gegenüber allen Ansätzen zur „Weltmusik“ abgeschottet, erlebte Deutschland erst wieder nach 1945 durch Einrichtungen zur geistigen „Umschulung“ wie das British Information Centre Die Brücke, das Amerika-Haus und das Institut français so etwas wie einen geistigen Neuanfang. Vor allem der Jazz, der von den Nazis als Nigger-Musik bezeichnet und dessen Aufführung in Deutschland mehr oder weniger konsequent verhindert worden war, konnte sich jetzt durchsetzen. Rasch kamen weitere amerikanische Modetänze in Mode, wie überhaupt die Amerikanisierung Deutschlands hier ihren Anfang nahm.

### 1960er Jahre
Mit den neu entstandenen Möglichkeiten der Kommunikation und des Reisens war eine neue Ära weltmusikalischen Denkens und Agierens angebrochen. Vor allem waren es die Medien der Tonaufzeichnung und -speicherung, die für kulturelle Vernetzung sorgten und weltweit die Musiken fremder Völker verfüg- und abrufbar machten. Diese neue Art der Globalisierung hatte naturgemäß Konsequenzen auch im künstlerischen Ausdrucksbereich, führte aber nicht selten zu eher oberflächlichen Begegnungen und zu künstlerisch wenig überzeugenden Formen der Vermischung.
Schon auf Grund der ethnischen Vielfalt der Bevölkerung war in den USA das Interesse an den weltweit unterschiedlichen Spielarten von Musik relativ früh aufgekommen. Meist handelte es sich um leicht eingängige Musik, die sich zum Feiern und Tanzen eignete, doch war auch im akademischen Umfeld durchaus ein wissenschaftliches Interesse an den Ursprüngen solcher Musik gestiegen und die Frage nach deren Authentizität ins Blickfeld geraten. Das 1963 in San Francisco gegründete „Center for World Music“ versuchte die Nachfrage nach außereuropäischen Instrumental- und Gesangslehrern zu befriedigen und tritt seither als Konzertveranstalter in Erscheinung.
Schon in den 1950er Jahren hatten Musiker in den USA die populäre Musik mit südamerikanischen, vor allem brasilianischen Elementen angereichert. Seit den 1960er Jahren erweiterten die Musiker des Jazz ihre musikalische Sprache in Richtung speziell indischer und afrikanischer Klänge, Melodien und Rhythmen. Einer der ersten Weltmusiker in diesem Sinne ist der amerikanische Jazzklarinettist Tony Scott, der nach einem fünfjährigen Aufenthalt in Asien 1964 zusammen mit dem Koto-Spieler Shinichi Yuize das Album „Music For Zen Meditation“ einspielte. John Coltrane stieß 1961 mit „Olé Coltrane“, „African Brass“ und „India“ zu den Wurzeln indischer und afrikanischer Musik vor.
Auch Rockbands wie The Beatles und The Rolling Stones begannen in der zweiten Hälfte der 1960er Jahre mit indischen und arabischen Klängen zu experimentieren. Der indische Sitar-Spieler Ravi Shankar war zu dieser Zeit im Westen sehr populär. Er unterrichtete George Harrison von den Beatles im Sitarspielen, spielte 1967 mit dem Geiger Yehudi Menuhin zwei LPs ein und trat 1969 auf dem Woodstock-Festival auf. Besondere Aufmerksamkeit fand sein Auftritt vor der UN-Vollversammlung im Jahr 1967, bei dem er gemeinsam mit Menuhin Raga Piloo spielte. Mit seinem Mahavishnu Orchestra und später mit seinem Shakti-Projekt löste der englische Fusion-Gitarrist John McLaughlin bei seinem Publikum Interesse für klassische indische Musik aus.
In den frühen 1960er Jahren hatte sich in den USA auch eine neue Art von „Exotica“-Musik entwickelt, die Jazz, Pop mit lateinamerikanischen, afrikanischen und hawaiischen Elementen verband. Allerdings wurde hier wenig Wert auf Authentizität gelegt. Auch die in dieser Zeit aufkommende Discomusik stand stark unter dem Einfluss afrikanischer Klänge. Im Übrigen war dies die Zeit, in der immer mehr Musiker aus nichteuropäischen Ländern als politische Flüchtlinge oder Arbeitsmigranten in westliche Länder kamen. Mit dem gesteigerten Interesse an nichteuropäischer Musik gewannen auch sie an Einfluss. Besonders stark war während der US-amerikanischen Bürgerrechtsbewegung das Interesse an afrikanischer Musik. In diesem Zuge wurden unter anderem die Südafrikaner Miriam Makeba und kurz darauf Hugh Masekela zu Stars im Westen.
In Deutschland waren in der Nachkriegszeit alle möglichen Spielarten des Jazz sowie einige der lateinamerikanischen Musikstile populär geworden. Mit dem Ziel, die Öffnung gegenüber dem Neuen und Fremden weiter voranzutreiben, setzte sich der Musikjournalist Joachim Ernst Berendt in seinen Hörfunksendungen im damaligen Südwestfunk, in seinen Büchern und in Schallplatten-Editionen für eine bis dahin weitgehend unbekannte Form des globalen Jazz ein. Mit Hilfe des Goethe-Instituts führte er auch deutsche Jazzmusiker (u. a. das Albert-Mangelsdorff-Quintett) auf Asientourneen mit einheimischen Musikern zusammen. 1983 veranstaltete er in New York das Festival „Jazz and World Music“, bei dem Gruppen wie „Codona“ und das „Art Ensemble of Chicago“ ihren experimentellen Mix aus Jazz und world music präsentierten. All diese Ansätze waren geprägt von einer weltoffenen Haltung der Musiker und vom echten Interesse am Andersartigen und Fremden. Ob dabei aber eine im Sinne einer Transkulturalität dauerhaft tragfähige Musik entstanden ist, bleibt offen.
Grundsätzlich stellt sich bei der Übernahme von Elementen aus der traditionellen Musik fremder Ethnien in den Zusammenhang komponierter sogenannter Kunstmusik das Problem, dass solche Musik überwiegend in nicht-schriftlicher und improvisierter Form tradiert ist. Der Charakter eines künstlerisch gestalteten Werks und die der Volksmusik zu Grunde liegende Musikauffassung passen schlecht zusammen. Vor allem bedürfen die Spieltechniken außereuropäischer Instrumente eines gründlichen Studiums, um Eingang in notierte Formen zu erhalten, wie überhaupt die westliche Notenschrift große Schwierigkeiten mit der gut les- und spielbaren Darstellung fremder, nicht-temperierter Tonsysteme bietet. Bei den der Kunstmusik zuzurechnenden Komponisten zeichnete sich in der Regel eine Abgrenzung gegenüber allen Formen von improvisierter Musik ab.
Nicht zuletzt wegen der begrifflichen Unschärfe vermeiden „E-Komponisten“ lieber den Begriff „Weltmusik“ und sprechen stattdessen von einem „Musikmuseum der Erde“ (Karlheinz Stockhausen 1973) oder einer „integralen Weltmusik zwischen den Welten“ (Peter Michael Hamel 1976). Frühe Beispiele für die Verwendung von Weltmusik in der europäischen Neue-Musik-Szene sind die auf der Basis aufgenommener Musikteile aus aller Welt entstandene elektronische Komposition Telemusik (1966) und die Indianerlieder Am Himmel wandre ich (1972) von Karlheinz Stockhausen.
Vereinzelt begannen jetzt auch Vertreter der sogenannten „E-Musik“ das durch Denktraditionen verengte Selbstverständnis aufzubrechen, wobei auch gesellschaftskritisches Gedankengut ins Spiel kam, das in Verbindung mit der 68er-Bewegung zu sehen ist. Hans Werner Henze hatte aus politischer Überzeugung in den Jahren 1969/1970 eine Gastprofessur in Havanna auf Kuba ausgeübt und sich in einem dort uraufgeführten Werk thematisch des Sklavenproblems angenommen. In seinem Recital „El Cimarrón“, das den Untertitel trägt „Autobiographie des geflohenen Sklaven Esteban Montejo“, verwendet er als Hinweis auf die afrikanische Herkunft der meisten Sklaven auch einen traditionellen Yoruba-Rhythmus. Zu den Pionieren einer Welt-E-Musik gehört auch die aus einer Mischehe hervorgegangene Schweizer Komponistin Tona Scherchen, die viele Jahre ihrer Jugend im Heimatland ihrer Mutter (China) verbracht hatte und seit den späten 1960er Jahren Stücke schrieb, die einerseits der Technologie der westlichen Avantgarde verpflichtet waren, andererseits aber in ihrem Ideengehalt in der chinesischen Philosophie wurzelten.
Im selben Zusammenhang ist auch der italienische Komponist Giacinto Scelsi zu sehen, dessen Werke unter dem Einfluss der indischen Religion und Philosophie entstanden sind, in ihrer Diktion indessen europäisch klingen. „Die Reisen nach Indien und in andere asiatische Länder veränderten Scelsis Wahrnehmung von Klang und Zeit, beeinflussten in der Folge seine Suche nach einem differenten musikalischen Ausdruck und erneuerten seine Musik radikal.“
Bereits 1961 schrieb der Amerikaner Lou Harrison Kompositionen für südostasiatische Gamelan-Instrumente wie zum Beispiel das Concerto in Slendro und verwendete mittelalterliche Tänze, Rituale der Navaho-Indianer, frühe kalifornische Missionsmusik sowie die Hofmusik Koreas in seinen Werken. Offen für die Einflüsse fremder Kulturen, erlernte er selber das Spiel der chinesischen Zither Guzheng und baute zusammen mit seinem Lebensgefährten William Colvig ein American Gamelan-Instrumentarium. Künstlerische Zeugnisse wie das Konzert für die chinesische Laute Pipa und Orchester (1997) und sein Spiel auf dem von ihm erfundenen tack piano lassen ebenso wie sein ganzes Lebenskonzept erkennen, in welch hohem Maße bei Harrison das Prinzip einer Transkulturalität realisiert erscheint.
In den frühen 1960er Jahren hatte der koreanische Komponist Isang Yun in Werken wie Loyang für Kammerensemble (1962), Gasa für Violine und Klavier (1963) sowie Garak für Flöte und Klavier (1963) begonnen, die Schreibweise der westlichen „Avantgarde“ um Stilelemente und Aufführungsformen der traditionellen Musik seiner Heimat zu erweitern. Den internationalen Durchbruch und weltweite Aufmerksamkeit erzielte Yun durch die Uraufführung des Orchesterwerks Réak (1966) bei den Donaueschinger Musiktagen (1966). Hier werden die Klänge der koreanischen Mundorgel Ssaenghwang in einem auf den ersten Blick typisch avantgardistisch anmutenden Orchestersatz nachgebildet. Auch in späteren Jahren bediente sich Yun immer wieder koreanischer Elemente und Inhalte in seiner Musik.

### 1970er Jahre
Seit Anfang der 1970er Jahre ist in der ganzen westlichen Welt ein auffallend starkes Interesse an nicht-europäischer Musik zu registrieren. Generell werden mit zunehmender Offenheit jetzt auch politisch und sozial relevante Fragen im globalen Zusammenhang gesehen und diskutiert sowie gesellschaftlich tragfähige Formen im Zusammenwachsen der Weltkulturen gesucht. Basis dieser neuen Offenheit für Themen wie „Weltmusik“ ist die 68er-Bewegung.
In Deutschland formierte sich Anfang der 1970er Jahre aus einem Münchener Musik-Kollektiv heraus die Jazzrock-Band Embryo. Zu den besonderen Merkmalen dieser bis heute bestehenden Gruppe gehört, dass sie sich immer wieder auf ihren Tourneen für die Musik der Gastländer geöffnet hat und im Zusammenspiel mit Musikern wie Shoba Gurtu, T. A. S. Mani, R. A. Ramamani, Mahmoud Ghania und Okay Temiz ihren typisch interkulturellen Stil gefunden hat. 1978 unternahm Embryo eine Konzertreise nach Indien und spielte mit etlichen ortsansässigen Musikern klassische arabische Musik und indische Ragas. Seither versteht sich die Gruppe als Weltmusik-Band. Typisch für das Profil ist die CD Embryo’s Reise (1979).
Stephan Micus, ein vielseitig interessierter Musiker, brachte von seinen Weltreisen ein Arsenal an Instrumenten mit, in die er sich zumeist vor Ort von heimischen Lehrern einweisen ließ. 1976 entstand infolge Beschäftigung mit der indischen Sitar sein Stück As I Crossed a Bridge of Dreams. Bis heute sind über 20 Platten und CDs von ihm erschienen, auf denen Micus die Instrumente und Klänge der unterschiedlichsten Weltkulturen aufgreift und kompositorisch reflektiert. Nach eigenen Angaben geht es ihm dabei „vor allem darum, die Instrumente aus ihrem ursprünglichen Kontext zu lösen und eine ganz neue Klangwelt für sie zu schaffen.“
Wie vieldeutig der Begriff „Weltmusik“ ist, lässt sich unter anderem daran erkennen, dass ein von Patrick Moraz veröffentlichtes Album The Story of I (1976), das teilweise in Südamerika, teilweise in der Schweiz (unter anderem mit dem Bassisten Jeff Berlin) entstand und brasilianische Rhythmen mit Popmusik, Progressive Rock, von der Romantik geprägter Neoklassik, Musicalelementen und Jazz verbindet, aufgrund dieser stilistischen Breite als „das erste Album der Weltmusik“ bezeichnet wurde.
Die im Rahmen der Olympischen Sommerspiele von 1972 in München durch den Komponisten Josef Anton Riedl ins Leben gerufene „Olympische Spielstraße“ brachte einem staunenden Publikum die bis dahin wenig bekannten Klänge afrikanischer und lateinamerikanischer Rhythmusgruppen zu Ohren. Aus demselben Anlass kam auch das von Mauricio Kagel komponierte Stück „Exotica“ für außereuropäische Instrumente zur Aufführung.
Signalwirkung hatte auch das zwischen 1974 und 1978 im Zweijahresrhythmus von Walter Bachauer veranstaltete „Metamusik“-Festival in Berlin. Hier war „durch die Verbindung von europäischer Avantgarde mit amerikanischen wie auch außereuropäischen Einflüssen ein Festival neuen Typs“ entstanden. „Die Vorsilbe meta  stand für ein kasten- und kästchenloses Musikbewusstsein.“
Im Bereich der sogenannten „E-Musik“ ist an erster Stelle der deutsche Pianist und Komponist Peter Michael Hamel zu nennen, der mit Musikern aus aller Welt zusammenspielte und einen Mischstil aus klassisch-avantgardistischem Klavierspiel und außereuropäischen Improvisationen entwickelte. Längere Studienaufenthalte in Indien und genaues Zuhören bei Konzerten mit südamerikanischen Musikern sowie Gamelan-Gruppen ließen Kompositionen entstehen wie zum Beispiel Balijava (1971),Mandala und Dharana (beide 1972). Geistige Einflüsse sowie Stilelemente der lateinamerikanischen, nordafrikanischen und fernöstlichen Musik prägen das gesamte kompositorische Schaffen Hamels. In diesem Zusammenhang ist auch das 1998 von ihm gegründete und geleitete „Interkulturelle Musikinstitut Aschau i. Chiemgau“ zu erwähnen, welches in loser Folge Konzerte von Musik durchführt, die vom Veranstalter als „integrativ“ definiert wird.
Bei dem deutschen Komponisten Hans Zender führte die Beschäftigung mit japanischer Philosophie und Religion zu einer Reihe von „japanischen“ Stücken (1975–2009), in denen dem westlichen Entwicklungs- und Fortschrittsdenken der Aspekt einer nicht-westlichen Zeiterfahrung entgegengesetzt wird. Die mit Lo-Shu [jap. Magisches Zahlenquadrat] bezeichnete Serie (1977–1997) hat, wie der Komponist mitteilt, „mit der traditionellen chinesischen oder japanischen Musik überhaupt nichts zu tun“ und soll eher als „Brückenschlag zwischen Ost und West auf der Ebene des Denkens und der Formgebung“ verstanden werden. Vier Enso [jap. Kreis] für zwei Instrumentalgruppen (1997) umschreiben mit musikalischen Mitteln das vom Zen-Buddhismus geprägte Bild der Leere.
Schließlich ist hier auch der von der Pop-Musik herkommende und nachhaltig von Frank Zappa beeinflusste Komponist Dieter Mack zu nennen, der 1978 erste Kontakte mit der balinesischen Musik aufnahm und aus der „subtilen und respektvollen Rezeption der indonesischen Kulturen eine individuelle und eigenständige Musiksprache“ entwickelte. Für Mack ist „das Aufeinandertreffen von Kulturen bzw. ihrer Vertreterinnen und Vertreter“ eine der „grundlegenden Gegebenheiten menschlicher Existenz“ und „die eigene musikalische Sprache“ nichts anderes als „das kumulative Ergebnis einer umfassenden Transformation sämtlicher Erfahrungen, die man zu jedem bestimmten Zeitpunkt im Leben in sich trägt.“ Obwohl viele seiner Kompositionen indonesische Titel tragen, wie z. B. Angin (indonesisch, „Wind“, 1988/2003), Gado-Gado (indonesisch, „Gemüsesalat“, 2005), Balungan (indonesisch, „Hauptmelodie“/1993), oder Preret (indonesisch, Kegeloboe Preret, 1983) und außereuropäische Instrumente zum Einsatz kommen (z. B. die japanische Zither Koto zusammen mit Oboe und Violine in einem Trio aus dem Jahr 2017), erlebt der Hörer in diesen Stücken weniger eine Aneignung der von Mack als „kulturimmanent“ bezeichneten (d. h. asiatischen) Klänge als eine im transkulturellen Sinn „authentische“ Musik.
1977 schrieb der kanadische Komponist Claude Vivier mit Pulau Dewata ein Werk, das auf musikalische Erlebnisse auf Bali zurückgeht. Vivier schreibt: „Pulau Dewata, dessen Titel auf Indonesisch ‚Insel der Götter‘ bedeutet, ist eine Komposition, die dem wunderbaren Volk der Balinesen huldigt. Das ganze Stück ist nichts als eine Melodie, dessen rhythmische Sprache bisweilen der balinesischen Rhythmik entlehnt ist. Eine Huldigung voller Erinnerungen an diese Insel. Der Schluß des Stückes ist ein exaktes Zitat aus dem ‚panjit prana‘, dem Opfertanz des Legong. Es wechseln sich ‚intervallisierte‘ Melodien mit komplementären Melodien ab in der Art der balinesischen Musik ab.“ Ein Jahr später schrieb der englische Komponist Michael Tippett ein Konzert für drei Soloinstrumente und westliches Sinfonieorchester. Hierbei setzte er Höreindrücke Balinesischer Musik um, die er wenige Wochen zuvor gehabt hatte.
Die Darstellung des klassischen Sektors der „Weltmusik“ wäre ohne Berücksichtigung von E-Komponisten der außereuropäischen Länder unvollständig. In zunehmendem Maße haben sich nämlich, beginnend in Japan, später dann auch in Korea und China sowie anderen Ländern die Vertreter der musikalischen Avantgarde nach dem Erlernen der zeitgenössisch-westlichen Techniken der traditionellen Musik ihrer Heimatländer zugewandt und in der Synthese der Stile Möglichkeiten einer Synthese entdeckt, die wiederum die Komponisten der westlichen Welt beeinflusst haben. Genannt sei hier der Japaner Toru Takemitsu, der in seinen Kompositionen November Steps (1967) und Autumn (1973) dem westlichen Sinfonieorchester die japanischen Instrumente Biwa und Shakuhachi gegenüberstellt und mit In an Autumn Garden (1973–1979) ein Werk für das traditionelle japanische Gagaku-Orchester geschaffen hat.
Genannt sei in diesem Zusammenhang auch die Koreanerin Younghi Pagh-Paan, die seit Beginn ihres Musikstudiums (zunächst in Seoul, später in Deutschland bei Klaus Huber) in Werken wie Pa-Mun [korean. „Wellen“] für Klavier (1971), Nun [korean. „Schnee“] für Stimme, Schlagzeug und 18 Instrumente (1978/79) oder Madi [korean. „Knoten“] für 12 Instrumentalisten (1981) sich auf ihre koreanischen Wurzeln besinnt. International bekannt machte sie die Aufführung ihres Orchesterwerkes Sori [korean. „Ruf“, „Schrei“, „Klang“ etc.] bei den Donaueschinger Musiktagen (1980). – Die traditionelle Kunstmusik Indiens ist so hochentwickelt und in sich stabil und gegen Veränderungen abgesichert, dass mögliche Globalisierungsansätze längere Zeit an ihr ergebnislos abprallen mussten. Doch begannen ab den 1970er Jahren auch auf dem Subkontinent Komponisten wie Nikhil Ghosh, Ravi Shankar und Ali Akbar Khan damit, die „indische Kunstmusikpraxis sowohl klanglich-konzeptionell als auch pädagogisch-institutionell“ zu modernisieren.
Auch im indonesischen Kulturraum kam es zu Ansätzen, lokale Traditionen mit westlichem Gedankengut zu verbinden. Hier war es vor allem der javanische Komponist Slamet Abdul Sjukur (1935–2015), der in Paris bei Olivier Messiaen und Henri Dutilleux studiert hatte um anschließend in Jakarta und Surabaya zu leben und zu lehren, und der mit seinen bisweilen dem musikalischen Minimalismus nahestehenden Kompositionen auf internationales Interesse stieß. Werke wie Latigrak für Gamelan-Instrumente und Tonband (1963), Ronda Malam für Anklung-Ensemble (1975), Kangen für japanisches Instrumentarium (1986), den groß besetzten Gamelan-Stücken GAME-Land I und II (2004/05), vor allem aber auch seine Kompositionen für westliche Instrumente lassen ein hohes Maß an transkulturellem Denken erkennen. Es darf bei dieser Betrachtungsweise aber nicht außer Acht gelassen werden, dass viele der nicht-europäischen Traditionen per se zu Veränderungen neigen und dass es kulturimmanente Entwicklungen gibt, die nicht auf das Konto globaler Beeinflussung zu verbuchen sind.

### 1980er und 1990er Jahre
Die Anfang der 1970er Jahre vielerorts einsetzende Euphorie setzte sich fort und „Weltmusik“ erlebte in den 1980er und 1990er Jahren einen enormen Aufschwung. Signifikant für diesen Trend ist der Buchtitel „Tanz der Kulturen“, den die Autorinnen Joana Breidenbach und Ina Zukrigl der Erforschung von kultureller Identität in einer globalisierten Welt voranstellten. Aufschlussreich ist in dem Zusammenhang auch der Name „Karneval der Kulturen“, den die Veranstalter ihrem seit 1996 in Berlin stattfindenden Großstadt-Festival gegeben haben. Ihr Motiv: „Während des Karnevals der Kulturen wird der öffentliche Raum zu einem Ort für selbstbestimmte Inszenierung und dem Spiel mit Identität.“ Aufschlussreich ist in dem Zusammenhang auch eine Buchveröffentlichung aus dem Jahr 1993, in der Paul Gilroy Begriffe wie Eurozentrismus und Afrozentrismus kritisch unter die Lupe nimmt und den Kulturraum des „Black Atlantic“ als Ganzes mit diversen Einflüssen aus den vier Kontinenten sieht.
Vor allem in Europa und Nordamerika entstanden jetzt die verschiedensten Weltmusikfestivals und Weltmusikmessen, unter anderem das auf Peter Gabriel und sein Label Real World zurückgehende WOMAD-Festival (seit 1982), wo viele der im Westen unbekannten Künstler und Bands aus der ganzen Welt ihre Auftritte hatten. So wurden Nusrat Fateh Ali Khan aus Pakistan und Youssou N’Dour aus Senegal im Westen bekannt. Das im 1985 aus dem New Yorker „Alternative Museum“ hervorgegangene „World Music Institute“ fungierte unter der Leitung von Robert und Helene Browning als Börse und Informationszentrum für alle Sparten von nicht-westlicher Musik. Auftritte bekamen hier Stars aller Kontinente, die ihre Musik allerdings oft unter westlichen Bedingungen produzierten, d. h. für den europäischen und nordamerikanischen Markt, teils auch mit westlichen Musikern und westlichem Equipment, was oft zur Anpassung ihrer Musik an den westlichen Musikgeschmack führte. In den 1990er Jahren wurde es fast so etwas wie eine Mode, dass sich westliche Musiker der Mitwirkung nichteuropäischer Musiker „bedienten“. So ließen sich die Musiker selbst einer brasilianischen Metal-Band wie Sepultura auf ihrer Platte „Roots“ (1996) von Indianern des Xavante-Stamms begleiten. Bands wie Cornershop, Transglobal Underground oder Asian Dub Foundation, die a priori aus meist britischen Musikern mit orientalischem Hintergrund bestanden, suchten nach neuen Wegen des ethno-inspirierten Indie-Pops. Im weitesten Sinne Weltmusik machten auch Punk-Bands, die sich von europäischer Folklore inspirieren ließen, etwa Dropkick Murphys oder Flogging Molly mit irisch-keltischen Folk-Elementen oder Gogol Bordello mit (süd-)osteuropäischer Volksmusik. Auch die Multiinstrumentalistin Amy Denio aus Seattle strebte in ihrer Musik die Symbiose von Jazz, Punk und Indierock mit Volksmusik-Traditionen an. In diesen Jahren konnten auch sogenannte „Weltmusiker“ wie Ofra Haza und Mory Kanté „Chart“-Erfolge im Westen verbuchen.
Ebenfalls eine Rolle spielte das Album Crêuza de mä des italienischen Cantautore Fabrizio De André (in Zusammenarbeit mit dem ehemaligen PFM-Mitglied Mauro Pagani) aus dem Jahre 1984, das von nicht-europäisch anmutenden Klängen geprägt ist, aber im alten Genueser Dialekt gesungen wird. Damit wurde das Spektrum der Weltmusik auch auf die traditionelle Volksmusik erweitert und vom exotisierenden „Ethno“ auf das Repertoire der europäischen Musikethnographie ausgeweitet. Daraus ist als Ableger der Weltmusik die Neue Volksmusik entstanden, die, vom Alpenraum ausgehend, an heimisches Liedgut genauso vorurteilsfrei und „modern“ herangeht wie die klassische Weltmusik an außereuropäisches. – 1986 hatte der US-amerikanische Musiker Paul Simon großen Erfolg mit dem zusammen mit dem senegalesischen Sänger Youssou N’Dour sowie den südafrikanischen Gruppen Ladysmith Black Mambazo und Stimela produzierten Album Graceland.
Ein weiteres bedeutendes Projekt entstand 1990. Unter dem Namen One World One Voice initiierten die Musiker Kevin Godley und Rupert Hine ein weitgehend zusammenhängendes Musikstück, an dem über 50 verschiedene Musiker und Bands aus aller Welt zusammenarbeiteten, darunter Afrika Bambaataa, Laurie Anderson, Mari Boine, Clannad, Johnny Clegg, Peter Gabriel, Bob Geldof, David Gilmour, Lou Reed, Ryuichi Sakamoto, Sting, Suzanne Vega und das Leningrad Symphony Orchestra. Es wurden ein Musikalbum und gleichzeitig ein Film mit der Entstehungsgeschichte und dem Video der Musik produziert. Das Projekt sollte zeigen, dass Musik ein Medium, eine Sprache sei, die weltweit „gesprochen“ und verstanden werde.
Angesichts der Fülle neuer „world music“-Aktivitäten haben sich 1991 die wichtigsten der in der European Broadcasting Union (EBU) zusammengeschlossenen Rundfunkanstalten zur Bildung eines world music workshop zusammengeschlossen. Die im monatlichen Abstand von den Redakteuren der beteiligten Sender benannten Favoritaufnahmen aus der Weltmusik-Szene werden zu sogenannten World Music Data Charts kompiliert. Hieraus werden die beliebtesten Titel in charts veröffentlicht. Diese Maßnahme hat Auswirkungen auch auf den CD-Markt.
Die Geschichte der klassischen Musik im 20. Jahrhundert wurde überwiegend unter dem Blickwinkel der Entwicklung und Fortschrittlichkeit des Klangmaterials geschrieben. So schien ein direkter Weg von Wagners Chromatik über Schönbergs Zwölftontechnik zur Serialität zu führen, wobei zahllose Komponisten und deren Werke unter dem Verdikt des Traditionalismus außer Betracht blieben. Kennzeichnend für diese Sichtweise sind Begriffe wie „moderne“ Musik und „Avantgarde“. Doch hat es den Anschein, als sei eine Weiterentwicklung des Tonmaterials über die längst erschöpften Möglichkeiten der Elektronik hinaus unmöglich. Gegen Ende des 20. Jahrhunderts mehren sich unter dem Etikett der Postmoderne die Anzeichen für ein Umdenken. Insbesondere richtet sich die Hoffnung vieler jüngerer Autoren auf die Weltmusik mit ihrer ganzen Vielfalt und Tradition. So geht der Komponist Wolfgang-Andreas Schultz mit philosophischem Denkansatz auf Abstand zum Main-stream-Denken der meisten E-Komponisten und schlägt vor, „die eigene Tradition im Austausch mit anderen Kulturen zu bereichern und zu entwickeln.“ Für ihn ist das abendländische Erbe allerdings nicht nur Ausgangs- und Mittelpunkt für eine um einzelne Facetten des Nicht-Europäischen bereicherte Tonsprache. Vielmehr sieht er in der Gleichwertigkeit sämtlicher Kulturen der Welt die Chance für eine neue Humanität, und nach seiner Auffassung würde „die westliche Kultur dann nur noch einen von vielen möglichen Begegnungen darstellen.“ Autor von Kompositionen wie „Das Federgewand – eine Kammeroper nach einem japanischen Nô-Spiel“ (1978), „Shiva – eine Tanzdichtung für Flöte und Orchester“ (1990/91) oder auch „Sawitri und Satiawan – eine indische Legende für Orchester“ (2018/19), vertritt Schultz dezidiert die Position eines Vertreters „integralen“ Denkens.
Seither gibt es immer mehr Musik, die eine Öffnung der europäischen Avantgarde-Komponisten in Richtung auf außereuropäische Traditionen erkennen lässt. 1990 stellte die Japanerin Mayumi Miyata bei den Darmstädter Ferienkursen für neue Musik den staunenden Komponisten die traditionelle Mundorgel Sho vor. Unter den Zuhörern befand sich John Cage, der spontan beschloss, ein Stück für die japanische Musikerin zu komponieren. Cage, der sich in den 1950er Jahren mit Zen-Buddhismus beschäftigt hatte, spürte das künstlerische Potential des kleinen Instruments und schrieb One9 for Solo-Shô sowie two³ for Shô and waterfilled conch shells (beide 1991).
Für den deutschen Komponisten Gerhard Stäbler bedeutet die Sho eine Rückbindung an die Welt des alten Japan. Mit Palast des Schweigens für Solo-Shô (1992/93) schrieb er das Kernstück seines „Kassandra“-Projekts. In seiner Oper Das Mädchen mit den Schwefelhölzern (1988–1996) setzte Helmut Lachenmann an zentraler Stelle das Instrument ein. Mit einem langen Sho-Solo verkörpert ein Engel in der Todesszene das Jenseitige. – Ähnlich groß war die Faszination, die von der koreanischen Zither Gayageum auf westliche Komponisten ausging. So schrieb der Schweizer Klaus Huber mit Rauhe Pinselspitze für Gayageum und koreanische Buk (1992) ein Stück als Symbol einer Überwindung der „Aufgeklärtheit westlichen Musikdenkens“ und der Hinwendung zu einem „umfassenden Humanismus“. Das Werk orientiert sich an alten koreanischen Traditionen und ist dem Komponisten Isang Yun gewidmet. Huber, der sich auch mit arabischer Musik befasst hat, schrieb die „Assemblage“ Die Erde dreht sich auf den Hörnern eines Stieres für vier arabische und zwei europäische Musiker und Tonband auf einen Text von Mahmud Doulatabadi (1992/1993). Der deutsche Komponist Karsten Gundermann hatte als erster ausländischer Student an der National Academy of Chinese Theatre Arts in Beijing studiert und für eine dortige Aufführung die Peking Oper Die Nachtigall nach einem Märchen von Hans Christian Andersen komponiert. Das Stück, welches 1993 in Peking uraufgeführt wurde, ist eine Verbindung europäischer und chinesischer Musiktradition.
Unter allen Werken von György Ligeti ist es das Violinkonzert (1990/92), das die Offenheit des Komponisten für europäische und außereuropäische Volksmusik gut erkennen lässt. Constantin Floros bezeichnet diesen kompositorischen Ansatz als einen „jenseits von Avantgarde und Postmoderne“ entwickelten „Universalismus“ und erläutert: „Wie einst Béla Bartók aus der ungarischen Bauernmusik, so schöpft Ligeti heute aus der unverbrauchten Musik vieler Ethnien Anregungen für sein vielfältiges Schaffen. Besonders aufschlussreich sind die geographischen Stichworte mit musikethnologischer Bedeutung, die in den Skizzen zum Violinkonzert vorkommen.“ Geht man diesem Hinweis nach, stößt man auf Verweise auf ungarische, transdanubische, transsylvanische, rumänische und zigeunerische Musik, dann aber auch auf Musiken aus Afrika (Kamerun, Nigeria, Zaire, Zimbabwe, Madagaskar) und aus Fernost (Thailand, Vietnam, Bali, Kambodscha u. a.). Edu Haubensak bezeichnet Ligetis Werke als „Destillationen aus Musikstilen rund um den Globus. Alles kann bei Ligeti anklingen, überall finden wir rhythmische und melodische Texturen von aussereuropäischen Musikkulturen, die er intensiv studiert hat.“
Mitte der 1990er Jahre brachte der deutsche Komponist Klaus Hinrich Stahmer seine unter Anlehnung an die traditionelle Musik der australischen Ureinwohner entstandenen Songlines zur Aufführung. Auskomponierte Soloparts für westliche Instrumente korrespondieren mit sogenannten soundscapes aus Naturaufnahmen und ethnischer Musik und lassen mythisch anmutende Klangrituale entstehen. In Tchaka für vier Trommler (1995) versuchte Stahmer die Rhythmen afrikanischer Stammesmusiker nachzukomponieren.
In Andalusien sind bis auf den heutigen Tag die Spuren kultureller Vermischung sichtbar. Das mehrere Jahrhunderte währende Neben- und Miteinander von spanischen Christen, jüdischen Exilanten und arabischen Eroberern hat tiefe Spuren hinterlassen. In den Partituren von José María Sánchez-Verdú verschmelzen musikalische Kindheitseindrücke des in der Nähe von Gibraltar aufgewachsenen Komponisten mit westlicher Moderne: „Man sollte immer daran denken, dass Aristoteles durch arabische Übersetzungen und Abschriften erhalten ist und über Toledo nach Europa gekommen ist; wie man sich überhaupt klar machen muss, dass die arabische Kultur acht Jahrhunderte lang in Spanien lebendig war. Ich glaube, je verschiedener die Elemente sind, die eine Kultur in sich aufnimmt, umso reicher wird sie: eine Kultur, die keine Verbindung mit anderen Kulturen hat, stirbt.“ Die Grundlagen für viele seiner Orchesterwerke wie z. B. „Alqibla“ (1998), sieht er in der arabischen Kalligrafie und Ornamentik.
Wichtiger noch als das Interesse westlicher Komponisten an den außereuropäischen Musiktraditionen dürfte das von Björn Heile beobachtete „Auftreten von Komponisten aus anderen Kontinenten auf der internationalen Bühne“ sein. „War bis dahin die Richtung des Kulturaustauschs weitgehend vorgegeben, so entfaltete die Globalisierung nun eine neue geographisch-kulturelle Dynamik. Trotz der fortbestehenden Dominanz des Westens kann die musikalische Globalisierung weiterhin nicht mehr mit dem Verhältnis zwischen dem Westen und dem Rest der Welt gleichgesetzt werden.“ Heile favorisiert für dieses neue Phänomen der Teilhabe nichteuropäischer Komponisten an der modernen E-Musik den von Gilles Deleuze und Félix Guattari geprägten Begriff der Deterritorialisierung. Dabei ist kaum zu übersehen, dass das globale Agieren und Interagieren auch die Gefahr der Nivellierung in sich birgt. Bei geringer künstlerischer Potenz und einer von Euphorie getragenen Kritiklosigkeit entsteht nicht selten eine Art von musikalischem „Einheitsbrei“, der alle regionalen Spezifika zum Verschwinden bringt und weltweit gleich oder zumindest ähnlich klingt. Diesem Aufgehen des Besonderen im Allgemeinen setzen vereinzelt Komponisten den Einsatz lokaler Musizierstile und kompositorischer Eigentümlichkeiten als Korrektiv entgegen. Hierfür hat sich der Begriff der Glokalisierung eingebürgert.
Schlagartig bekannt wurden solche Töne in der westlichen Welt, als das amerikanische Kronos Quartet auf seiner CD Pieces of Africa (1992) Werke von den Afrikanern Justinian Tamusuza, Hamza El Din, Dumisani Maraire und Kevin Volans präsentierte. In Deutschland wurde man auf solche und weitere Namen aufmerksam, als Klaus Hinrich Stahmer im Rahmen seines Festivals „Schwarzer Kontinent – weißer Fleck“ (Würzburg 1995) die Musik von mehr als 20 afrikanischen Komponisten zur Aufführung brachte und in der Editionsreihe „New African Music Project“ im Berliner Verlag Neue Musik professionell herausgab. Zu nennen sind hier vor allem Autoren wie der Nigerianer Akin Euba, der Ägypter Gamal Abdel-Rahim, der Südafrikaner Stefans Grové sowie der bereits erwähnte, in Uganda lebende Justinian Tamusuza. Entscheidenden Einfluss auf eine spezifisch afrikanische Stilistik hatte der aus Ghana stammende Kwabena Nketia. 2009 wurde auf sein Betreiben die Nketia Music Foundation ins Leben gerufen um, wie es in der Gründungsurkunde heißt, das „schöpferische Erbe Ghanas im Sinne der Gegenwart zu sichern und zu entwickeln.“ – In Japan war es in erster Linie Toshio Hosokawa, dessen musikalisches Denken von Anfang an um eine Verschmelzung alter fernöstlicher Gestaltungskriterien mit westlich geprägter Avantgarde-Musik kreiste. Zu nennen sind hier seine Werke für westliche und japanische Klangkörper wie Tokyo 1985 für Shômyô und Gagaku-Orchester (1985) und Utsurohi-Nagi für Shô, Streichorchester, Harfe, Celesta und Schlagzeug (1996). Anregungen aus der japanischen Kultur schmilzt die Japanerin Keiko Harada um und gelangt dabei zu (im westlichen Sinne) stringenten Lösungen in Werken wie The 5th Season II für Sheng, Daegum, Koto, Changgu und westliche Streichinstrumente (2012–2013).
In der VR China war nach den Stürmen der Kulturrevolution (1966–1976) nach und nach wieder ein Kulturbetrieb in Gang gekommen, der auch den Austausch mit westlichen Ländern möglich machte. So konnte der Komponist Jia Guoping (* 1963) von 1987 bis 1991 als DAAD-Stipendiat bei Helmut Lachenmann in Stuttgart studieren und brachte bei seiner Heimkehr ein großes Interesse für traditionelle chinesische Instrumente mit. Seit 2001 schreibt er moderne Musik für fernöstliche und westliche Instrumente, darunter The Wind sounds in the Sky für Sheng, Cello und Schlagzeug (2002) und Whispers of a gentle Wind für Pipa, Guzheng, Sheng und Banhu (2011).
Für Xiaoyong Chen (* 1955) war der Weg in den Westen noch deutlich schwerer gewesen als für Jia. Er studierte von 1985 bis 1989 bei György Ligeti und lebt seither in Hamburg. Mit San Jie (1990/91) schrieb Chen sein erstes Werk für chinesisches Orchester. Eine Mischung fernöstlicher und westlicher Instrumente findet sich in Invisible Landscapes für Zheng, (westliches) Schlagzeug, Klavier und Ensemble (1998). Grundlagen der chinesischen Musikauffassung finden sich in allen Werken, doch verstärkt ist das Interesse an chinesischen Instrumenten ablesbar in Stücken wie Wasserzeichen für Sheng und Ensemble (2009/15) und Talking through Distance für Pipa und (westliche) Flöte (2014).
Auch der seit 1946 in den USA lebende chinesische Komponist Chou Wen-chung strebte nach einer Synthese östlicher und westlicher Elemente. Werke wie Echoes from the gorge (1989) und Windswept Peaks (1990) zeigen seine überzeugende künstlerische Antwort. East – Green – Spring ist der Titel eines Stücks des Japaners Maki Ishii, in dem altchinesische Musikauffassung und westliche Kompositionstechniken aufeinanderstoßen.
Die klassische Musik Indiens ist eine hochentwickelte Kunstmusik, die per se kaum Affinität zur Verschmelzung mit nicht-indischen Elementen hat. Doch selbst hier kommt es mittlerweile zu interkulturellen Prozessen, ablesbar z. B. in der Oper Ramanujan (1998) des deutsch-indischen Komponisten Sandeep Bhagwati. Dieser in Deutschland aufgewachsene Künstler kuratierte auch Projekte, bei denen es um die Begegnung westlicher und indischer Komponisten ging (s. u. 2000er Jahre). Erwähnenswert ist in dem Zusammenhang das international erfolgreiche Album Resonance des Madras String Quartet. Offen für interkulturelle Zusammenarbeit ist auch der indische Trommler und Komponist Ganesh Anandan, bei dessen Spiel Elemente der klassischen indischen Musik und Techniken anderer Kulturen zu faszinierenden Mischformen gefunden haben.
Auch in Neuseeland kam es zu Bestrebungen, das eigene musikalische Erbe mit den Errungenschaften westlicher Avantgarde-Musik in Einklang zu bringen. Hier war es vor allem Jack Body, der in seiner Oper Alley (1997) Elemente der Peking-Oper mit Ethnomusik und klassischer Moderne miteinander verschmilzt. Die Klänge des australischen Didgeridoo, einer indischen Tabla und eines westlichen Streichquartetts verbindet der Australier Rudolf Crivici in Stücken wie Flat Earth (1996) und Interplanetary Dreaming (1998).

### 2000er Jahre
An prominenter Stelle steht das im Jahr 2000 von dem Cellisten Yo-Yo Ma ins Leben gerufene Silk Road Project, bei dem Musiker und Komponisten aus dem gesamten asiatischen Raum zusammenarbeiten und Programme zusammenstellen, die in mittlerweile 30 Ländern der Erde zur Aufführung kamen. „Die Musik, die wir spielen, ist zeitgenössisch und alt zugleich, sie klingt vertraut und doch auch fremd, sie ist sowohl traditionell als auch innovativ, bezieht sich auf Traditionen aus aller Welt und ist auf der Suche nach einer neuen Sprache, wie sie der globalen Gesellschaft unseres 21. Jahrhunderts entspricht.“ Vielfach sind es Welt-Stars wie Rabih Abou-Khalil, Alim Qasimov oder Hu Jianbing, daneben aber auch Meister westlichen Instrumentalspiels, die sich gemeinsam mit Yo-Yo Ma in den Dienst einer musikalisch überzeugenden Darbietung der Partituren von Komponisten aus der Mongolei, aus Aserbaidschan, Usbekistan oder Tadschikistan stellen. Dabei spielt neben der Notenkenntnis aber auch die Bereitschaft zur Improvisation eine große Rolle. Weit entfernt, ausschließlich der Nachwuchsförderung oder der Präsentation jüngerer Komponisten zu dienen, geht es bei dem Projekt um die Darbietung wirkungsvoller Stücken, wobei nicht zuletzt die Musik auch von Erfolgskomponisten wie Zhao Jiping oder Wache Scharafjan für Begeisterung im Publikum und in der Presse sorgt.
Im Jahr 2000 schuf der Schweizer Komponist und Liedermacher Roland Zoss das Weltmusik-Projekt „Muku-Tiki-Mu“. Die Songs und Musikstile kreisen um bedrohte Tiere und Völker. Die Musiker und Klangmeister verbinden Berner Mundart mit Weltsprachen und Musikstilen: Jazz, Reggae, Rock, Sirtaki, Jodel, Salsa, Cajun, asiatische und afrikanische Musik mit Barock und indischem Raga.
Seit 1999 erforscht Stefan Pohlit Musik und Spiritualität des Nahen und Mittleren Osten und sucht im Spannungsfeld zwischen den westlichen und orientalischen Kulturen seinen Standort als Komponist. Zunächst Studierender, später als Hochschullehrer am Staatlichen Konservatorium für Türkische Musik der Technischen Universität Istanbul (bis 2018) tätig, verfolgte er das Ziel, „neue Konzepte zur ästhetischen Transformation“ zu entwickeln, die eine Dominanz des abendländischen Selbstverständnisses aufbrechen und „nicht mehr nach dem Westen schauten.“ Bei den türkischen Studierenden suchte er, ein „echtes lokal-kulturelles Selbstverständnis“ zu wecken. Werke wie Şafakların Cihangiri, Konzert für Qanun und Orchester (2021) lassen den ästhetischen Ansatz erkennen, „das symphonische Erbe des Abendlands im Dialog mit östlichen und antiken Theorien neu zu erfinden.“
1 Giant Leap war ein multimediales Crossover-Projekt des Musikers Jamie Catto und des Produzenten Duncan Bridgeman.
Global Ear heißt eine Veranstaltungsreihe in Dresden, die 2001 vom Komponisten Klaus Hinrich Stahmer mit dem Ziel ins Leben gerufen wurde, Komponisten mit nicht-europäischem Hintergrund zu präsentieren. In den ersten sechs Jahren ihres Bestehens kamen die Werke von mehr als 100 Komponisten aus aller Welt zu Gehör, wobei vielfach auch außermusikalische Instrumente wie z. B. Sheng, Kayagum, Rahmentrommel und Oud zum Einsatz kamen. - München war mit der Band „Embryo“ zum Kristallisationspunkt für Musiker aus aller Welt geworden und hatte Oud-Spieler wie Rabih Abou-Khalil und Roman Bunka sowie den Saxofonisten Charlie Mariano in seinen Bann gezogen. Eine zentrale Figur der Münchner Musikszene ist mittlerweile der aus Marokko stammende Gnawa-Sänger und Gimbri-Spieler Mohcine Ramdan, der zunächst mit Christian Burchard, dem Bandleader von „Embryo“, auftrat und seither zusammen mit Marja Burchard die aus mehreren internationalen Instrumentalisten bestehende Formation „Jisr“ bildet, eine Formation, die „Weltmusik deluxe“ spielt.
In England war es Damon Albarn, Mitglied der Band Blur, der eine Verbindung zwischen besonders afrikanischen Musikszenen (speziell Mali) und der britischen Musikszene herstellte. Albarn holte diverse Musiker nach England und benutzte afrikanische Klänge auf seinen Alben. Er produzierte 2008 das Erfolgsalbum Welcome to Mali des malischen Duos Amadou & Mariam.
Zur Etablierung solcher vom Veranstalter als „globale Musik“ bezeichneten Art von Musik trägt auch der seit 2006 von der Creole veranstaltete „Global Music Contest“ bei. Vom 17. bis 20. Mai 2007 fand zum ersten Mal in Deutschland die Endausscheidung auf Bundesebene statt. Von den 21 Bands, die auf Landesebene von sieben Trägerschaften gewählt worden waren, gewannen die Gruppen Ulman, Äl Jawala und Ahoar Preise; Äl Jawala erhielt auch den Publikumspreis.
Im September 2015 führte die Popakademie Baden-Württemberg als erste Hochschuleinrichtung in Deutschland einen offiziellen Bachelorstudiengang für Weltmusik ein. Seit 2015 verfolgt von Frankfurt aus die Organisation „Bridges – Musik verbindet“ das Ziel, „geflüchteten Musikern Gesicht und Stimme zu geben und sie mit Musikern aus Deutschland zusammenzubringen“. Bridges möchte ein gelebtes Beispiel für ein friedliches Miteinander von Menschen mit verschiedenen Hintergründen und Lebensgeschichten sein – „ein Beispiel, wie es gelingen kann, sich auf Augenhöhe zu begegnen, einander verstehen zu lernen und gemeinsam Neues zu kreieren.“ Mit seinen derzeit ca. 70 Musikern und über 50 Konzerten pro Jahr ist das Projekt zu einem festen Bestandteil im Raum Rhein-Main geworden. Auf Frankfurter Bühnen sowie in ganz Hessen treten mittlerweile acht feste interkulturelle Ensembles auf und bieten stilistisch je nach Besetzung und Herkunft der Musiker „eine große Vielfalt: Von klassischer afghanischer oder syrischer Musik über Folklore zu Weltmusik, europäischer Klassik, Jazz und Filmmusik.“ – Unter dem Motto „Musik! Eine Sprache für Alle“ bietet seit 2014 im Rahmen eines Modellversuchs des Tonkünstlerverbands Bayern e. V. das Theater am Neunerplatz in Würzburg Kurse für gemeinsames Musizieren integrationswilliger Asylbewerber und Flüchtlinge an. – Auch der Landesmusikrat Berlin sieht im Bemühen um Integration mit Hilfe von Musik eine Chance: „2014 spielten erstmals zwei geflüchtete syrische Jugendliche im Landesjugendensemble Neue Musik Berlin. Gemeinsam mit den deutschen Ensemblemitgliedern probten sie die Werke der Neuen Musik und standen im Mittelpunkt einer Improvisation mit Gesang und syrischer Laute.“
Aus aktuellem Anlass hat das Deutsche Musikinformationszentrum, eine Einrichtung des Deutschen Musikrats, das Informationsportal „Musik und Integration“ eingerichtet, das in einer umfangreichen Projektdatenbank bundesweit Integrationsprojekte verzeichnet, einzelne Projekte vorstellt und in verschiedenen Fachbeiträgen über das Thema informiert.

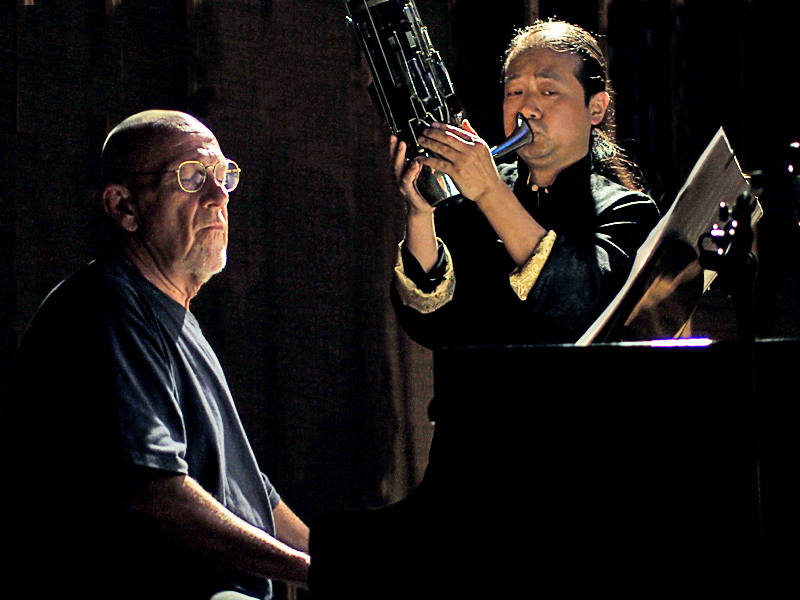
Wu Wei (Sheng) und Peter Michael Hamel (Klavier)

Seit Beginn des neuen Jahrtausends scheint sich auch in der sogenannten „E-Musik“ ein etwas lockereres Verhältnis zu den außereuropäischen Klängen und zur „U-Musik“ eingestellt zu haben. Kreuzungen von Stilmitteln und Aufführungsformen sind mittlerweile selbstverständlich und natürlich geworden und spiegeln das neue Selbstverständnis vieler Komponisten. Diese Entwicklung hin zu einem globalen Musikverständnis erfasste nun auch Instrumente wie die in der türkischen Volksmusik weit verbreitete Laute Bağlama, die von dem seit 1997 in Berlin lebenden Musiker Taner Akyol in Stücken wie An die Liegengebliebenen für Bağlama, Altflöte, Violine, Viola und Cello (2005) und Hatirlamarlar für Bağlama und Streichquartett (2006) zum Einsatz kommt. Seiner Initiative ist es auch zuzuschreiben, dass mittlerweile die Bağlama zu den im Wettbewerb „Jugend musiziert“ zugelassenen Instrumenten zählt. – Selbst die orientalische Rahmentrommel hat den Weg in die klassischen Aufführungsstätten gefunden. Dank des Einsatzes von Musikern wie Murat Coşkun, der seit 2006 regelmäßig im Rahmen seines Festivals „Tamburi Mundi“ Meistertrommler aus aller Welt in Freiburg (Brsg.) auftreten lässt und Komponisten wie Klaus Hinrich Stahmer, der mit „Aschenglut“ (2009/2013) die wohl erste ausnotierte Komposition für Rahmentrommel und Klavier geschaffen hat, erlebt das aus der Folklore stammende und bisher nur in Improvisationen gespielte Instrument seinen Einstieg in die Kunstmusik. Ermöglicht wird die Aufführung solcher Musik durch die Bereitschaft einzelner Instrumentalisten, sich mit westlicher Notenschrift und Spezialnotationen auseinanderzusetzen. Ursprünglich und von Natur aus eher in der improvisierten Musik und in nicht-schriftlichen Überlieferungsformen zu Hause, werden Musiker wie der genannte Trommler Murat Coşkun zu Grenzgängern und Pionieren eines bis dato unbekannten Genres von Musik. Einer der experimentierfreudigsten Musiker ist der Chinese Wu Wei, der eine große Zahl zeitgenössischer Musiker für die Schaffung moderner Werke für die traditionelle Mundorgel Sheng begeistern konnte. Zu den wichtigsten Stücken aus dieser Zusammenarbeit gehören Werke wie Šu für Sheng und Orchester der Koreanerin Chin Un-suk (2009), Changes für Sheng und Orchester von Enjott Schneider (2002/03) sowie die kammermusikalischen Stücke Ming für Sheng, Akkordeon und Violoncello (2015) von Klaus Hinrich Stahmer. Der finnische Komponist Jukka Tiensuu schrieb Hehkuu für Sheng und Ensemble (2014), Teston für Sheng und Orchester (2015) und Ihmix für chinesisches Orchester (2015). Dass auf einer chinesischen Mundorgel auch Jazz gut klingt, beweisen der Holländer Guus Janssen mit Four Songs for Sheng and Metropol Orchestra (2008) und Stefan Schultze mit seiner CD Erratic Wish Machine (2015).
In Werken wie Chinesische Jahreszeiten (3. Sinfonie) für Alt, Sheng (Chinesische Mundorgel) und Sinfonieorchester (2008), African Patchwork für Orgel und die afrikanische Handtrommel Djembé (2012) oder auch Yi Jing (Chines. Orakelbuch I Ging) für Sheng und Chinesisches Orchester (2015) ging Enjott Schneider einen individuellen Weg der interkulturellen Begegnung auf Augenhöhe. „Im Klanggewand weitgehend der westlichen Sinfonik verpflichtet“, trägt seine Musik „viele chinesische Züge“ und will als Ergebnis eines „kommunikativen Austauschs“ verstanden werden.
Zunehmend treten im Zuge der Globalisierung Komponisten auch aus bisher weniger beachteten Ländern in Erscheinung. Stellvertretend genannt seien hier die Komponisten Indiens, allen voran der von Peter Maxwell Davies und Oliver Knussen ausgebildete Param Vir und sein Werk Raga Fields für die indische Laute Sarod und Ensemble (2015). Param Vir nahm neben Komponisten wie Ashok Ranade und Naresh Sohal an dem von Sandeep Bhagwati kuratierten und vom Ensemble Modern in Zusammenarbeit mit dem Haus der Kulturen der Welt (Berlin) durchgeführten Festival „Rasalîla“ (2003) teil. Dabei ging es um die Entwicklung neuer Aufführungsformen und Kompositionen, die „indische Tradition mit avantgardistischer Musiksprache“ verbinden. „Die Kompositionen des Projekts reagieren auf die komplexen Gefühlslagen der heutigen Welt und bringen neuartige Elemente in die indische Kunstmusik ein.“

### „Weltmusik 2.0“
Von Thomas Burkhalter (siehe Literatur) wird der Begriff „Weltmusik“ im Sinne einer „Weltmusik 1.0“ oft kritisch gesehen, da er ein eurozentrisches Verständnis der nichteuropäischen Musikkulturen andeute, die von westlichen Musikern lediglich zur „Orientalisierung“ ihres an sich weiter bestehenden Sounds herangezogen werde. Dennoch ist Musik wie die von Damon Albarn bzw. Amadou und Mariam aus Mali sehr erfolgreich in der westlichen Welt. Anfang 2011 brachte Burkhalter einen neuen Terminus für die heutige Weltmusik ins Gespräch, die von ihm so benannte „Weltmusik 2.0“: „Weltmusik, in der Popwelt und der Clubszene lange belächelt, setzt heute Trends. Sie heisst jetzt Global Ghettotech, Ghettopop, Cosmopop, Worldtronica oder schlicht Weltmusik 2.0 – die Weltmusik der interaktiven Internetplattformen […] Weltmusik 2.0 lässt sich in kein Korsett mehr zwängen, sie ist widersprüchlich und mehrdeutig. Es klingt das Chaos der Welt, die Hektik des Alltags, die Wut über Weltpolitik und Wirtschaft, und die Hoffnung, sich via Musik eine Existenz zu sichern.“

## Musikstile
- Ethno-Jazz
- Neue Volksmusik („Alpine Weltmusik“)

## Festivals
- Masala, jährliches Welt-Beat-Festival in Hannover
- Creole, deutscher Wettbewerb für Weltmusik auf Bundes- und Landesebene
- TFF Rudolstadt, jährliches Folk- und Weltmusikfestival in Rudolstadt
- Wilde Töne, Festival für Folk- und Weltmusik in Braunschweig
- Horizonte Weltmusikfestival auf Festung Ehrenbreitstein in Koblenz.
- Folklorefest, jährliches Festival für Folk- und Weltmusik in Krefeld